# Láchar
Láchar és un municipi espanyol situat en la part occidental de la Vega de Granada, (província de Granada). Pel seu terme municipal discorren el riu Genil i Noniles L'ajuntament està format pels nuclis de Láchar i Peñuelas.
La principal activitat productiva és l'agricultura i la construcció.

## Agermanament
- Brenna, Itàlia